# Richard Reynoso
Richard John Pelimiano Reynoso (nacido el 16 de octubre de 1969, Makati), conocido artísticamente como Richard Reynoso. Es un reconocido cantante y actor filipino que se hizo conocer en la década de los años 80. Se hizo famoso con sus canciones tituladas como: Hindi ko Kaya, Paminsan Minsan y Maaalala Mo Pa Rin.

## Filmografía

### Películas
- 2005 - ANG LAGUSAN (The Tunnel) - White Windows Production
- 1994 - LAGLAG BARYA GANG - ATB-4 Films Production
- 1993 - AYAW KO NANG MANGARAP - Seiko Films Production
- 1993 - ISANG LINGGONG PAG-IBIG - Seiko Films Production
- 1993 - LT. COL. ALEJANDRO YANQUILING, WPD - Seiko Films Production
- 1993 - KUNG TAYO'Y MAGKAKALAYO - Seiko Films Production
- 1993 - TITSER, TITSER I LOVE YOU - Moviestars Production
- 1991 - IKAW PA LANG ANG MINAHAL - Reyna Films Production
- 1991 - DARNA - Viva Films Production
- 1991 - KAPUTOL NG ISANG AWIT - Viva Films Production
- 1990 - BAKIT IKAW PA RIN - Viva Films Production
- 1989 - IMORTAL - Viva Films Production
- 1989 - ABOT HANGGANG SUKDULAN - Viva Films Production
- 1988 - PIK PAK BOOM - Viva Films Production
- 1987 - SAAN NAGTATAGO ANG PAG-IBIG - Viva Films Production

## Televisión
MAINSTAY:
- 1988-2003 - Aawitan Kita - RPN-9
- 1988-1989 - Kadenang Rosas - GMA-7
- 1987 - Working Girls - IBC-13

## Discografía

### Álbumes
- 2001	AKO'Y NARITO Praise Music Incorporated
- 2001 THE BEST OF RICHARD REYNOSO Alpha Records Corporation
- 1996 RICHARD REYNOSO NA NAMAN Alpha Records Corporation
- 1993 NAG-AALAY Alpha Records Corporation
- 1992 THE BEST OF RICHARD REYNOSO Viva Records Corp.
- 1992 REMEMBER ME? Viva Records Corporation
- 1991 BAWAT SANDALI Alpha Records Corporation
- 1990	PUWEDE BA? Alpha Records Corporation

HOSTING:
- 2006 - All The Way with Richard Reynoso - RJTV-29
- 2004-2006 - On D’ Spot - RPN-9
- 1996 - SUPERGAMES - GMA-7
- 1991-1996 - GMA Supershow - GMA-7
- 1990 - Kuwarta O Kahon - RPN-9
- 1988-1989 - Date-A-Star - GMA-7
- 1986-1987 - Chico-Chica - PTV-4